# 纳日碧力戈
纳日碧力戈（1957年10月30日—），男，蒙古族，内蒙古呼和浩特人，中华人民共和国政治人物。现任内蒙古师范大学教授，博士生导师。第十四届全国政协委员。